# Phyllachora subopaca
Phyllachora subopaca är en svampart som beskrevs av Rehm 1897. Phyllachora subopaca ingår i släktet Phyllachora och familjen Phyllachoraceae.   Inga underarter finns listade i Catalogue of Life.